# اشکویدیتس
شهر اشکویدیتس (به آلمانی: Schkeuditz) در ایالت زاکسن در کشور آلمان واقع شده‌است.